# Недялка от Тулча
Мъченица Недялка от Тулча е девойка, живяла в 19 век през турското владичество в България.

## Биография
Родена е в Тулча в българско християнско семейство и живяла там. От малка на нейната красота, смиреност и благочестивост в Господ се възхищавал целият български град Тулча. Тази ѝ хубост и кротост стават повод да понесе мъченичество. Отвлечено от турски бей през Кримската война в 1856 г., 16-годишното момиче след няколко време е докарано чак във Варненско и е заклано от агаряните в полето между селата Еникьой и Малка Франга (сегашните села Куманово и Яребична), защото отказало да промени народността и вярата си.
Костите на мъченицата са погребани в двора на черквата „Успение Пресветая Богородици“, наричана и Малката Богородица, във Варна. Върху гроба на хубавата Недялка от Тулча християните са издигнали възпоменателна чешма, която е осветена на 23 август 1995 г.